# Durchrutschweg

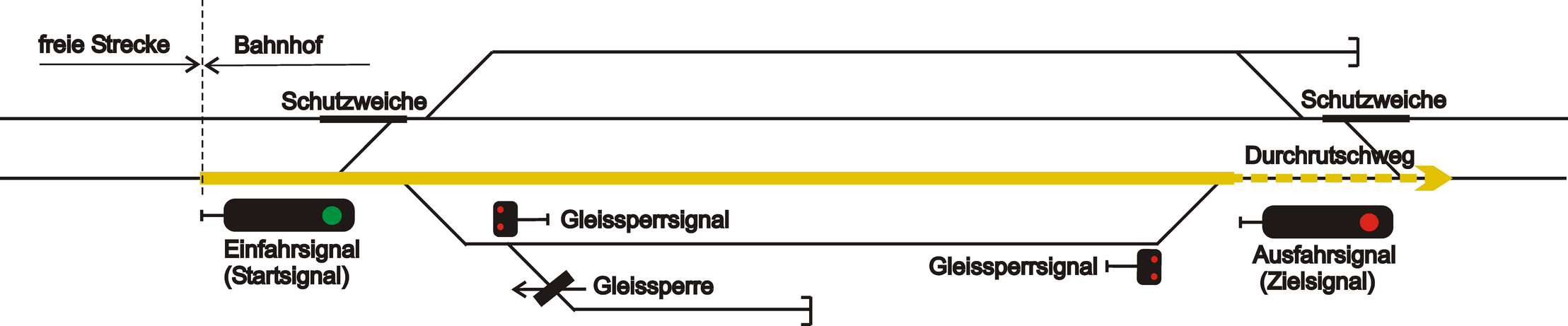
Schematische Darstellung eines Durchrutschwegs (gestrichelt) einer Einfahrzugstraße hinter einem Ausfahrsignal nach deutscher Sicherungsphilosophie.

Als Durchrutschweg (im Bereich der ehemaligen Deutschen Bundesbahn auch D-Weg genannt; in Österreich und zukünftig auch in Deutschland: „Schutzweg“) bezeichnet man im Eisenbahnbetrieb den Teil der für eine Zugfahrt vorgesehenen Fahrstraße, der als Schutzstrecke hinter dem Ziel der Fahrt aus Sicherheitsgründen gesichert und freigehalten werden muss. Dies geschieht für den Fall, dass ein Zug außerplanmäßig nicht zum Halten kommt, sondern über das Zielsignal hinaus „durchrutscht“. Aus dem gleichen Grund wird auch hinter Einfahrsignalen eines Bahnhofs und hinter Blocksignalen eine Schutzstrecke freigehalten, die Bestandteil des Gefahrpunktabstandes ist.
Signale, die wie reine Vorsignale und Vorsignalwiederholer keinen Haltbegriff zeigen können, haben generell keine Schutzstrecke, da sie kein Fahrstraßenziel sind.
Stehen hinter Hauptsignalen unterschiedliche Schutzstrecken zur Verfügung, wird im Falle der Durchrutschwege von Wahldurchrutschwegen gesprochen, die durch den Fahrdienstleiter, selbsttätig durch die Zuglenkung oder selbsttätig anhand vorliegender Vorzugslagen und Zustände der hierfür benötigten Fahrstraßenelemente ausgewählt werden können. Während in der deutschen Sicherungsphilosophie ein Durchrutschweg nach Fahrstraßeneinstellung nur unter restriktiven Bedingungen wieder aufgelöst und geändert werden darf, ist dieses Prinzip der swinging overlaps Standard in angelsächsischen Sicherungsphilosophien und Teil der betrieblich flexiblen Sicherung von Schutzstrecken. All diese Regelungen unterscheiden sich jedoch stark zwischen den verschiedenen Eisenbahnsystemen je nach betrieblichen und rechtlichen Anforderungen sowie gewünschtem und vorgeschriebenem Sicherheitsniveau.

## Hintergrund
Bei einer von etwa hunderttausend Fahrten auf ein Halt zeigendes Signal wird der Durchrutschweg in Anspruch genommen. Als Ursachen dafür gelten Gleiten (verminderter Reibwert zwischen Rad und Schiene), Verbremsen (zu später Beginn der Zielpunktbremsung) und/oder Missachten (Signalmissachtung oder -verwechslung). Als häufigste Ursache gilt dabei das Verbremsen, beispielsweise aufgrund zu spät eingeleiteter Bremsung.
Laut einer Auswertung verschiedener Statistiken steht etwa eines von zehn bis eines von hundert angetroffenen Hauptsignalen auf Halt. Eine Vorbeifahrt am Halt zeigenden Signal kam im Bereich der Deutschen Bahn in den Jahren 2009 bis 2014 etwa 0,4-mal je Million Trassenkilometer vor. In Deutschland wurden im Jahr 2014 470-mal Halt zeigende Hauptsignale überfahren.
Im Überwachungsbereich des deutschen Eisenbahn-Bundesamtes (EBA) wurden 2019 insgesamt 565 Verfehlungen von Haltsignalen registriert, entsprechend einem Vorfall je zwei Millionen Zugkilometern. In 478 Fällen wurde der Gefahrpunkt nicht erreicht. In 87 Fällen wurde der Gefahrpunkt erreicht, entsprechend einem Vorfall je 12,5 Mio. Zugkilometer.
Für 2021 gibt das EBA folgende Fallzahlen an:
540 Gefahrpunkt nicht erreicht, 98 Gefahrpunkt erreicht, 638 insgesamt; dies entspricht einem Vorfall pro 1,7 Mio. Zugkilometer insgesamt bzw. pro 11,2 Mio. Zugkilometer für Gefahrpunkterreichung. Für die Vorfälle insgesamt ergibt dies eine Steigerung um 13 % gegenüber 2019 und um 18 % gegenüber 542 im Jahr 2020.
Das EBA beklagt in seinem Bericht für 2021 den Anstieg der Fallzahlen nach einer rückläufigen Entwicklung in den beiden Vorjahren. Es sieht die Notwendigkeit, die Vorkommnisse bei einzelnen Eisenbahnverkehrsunternehmen intensiv zu begleiten mit dem Ziel, die Fehlerkultur in den Unternehmen zu verbessern.
In Deutschland wird beim Durchrutschen in der Regel nur ein kleiner Teil des Durchrutschwegs tatsächlich in Anspruch genommen. Etwa 50 Prozent der Fälle rutschen nur bis 10 m durch, etwa 90 Prozent bis 50 m. Eine Ausnahme bildeten im Herbst 2003 in Einzelfällen beobachtete Bremswegverlängerungen von mehreren hundert Metern bei verschiedenen Triebzügen der Baureihen 423 bis 426, die auch bei Triebzügen bis dahin nicht beobachtet worden und verschiedenen technischen Unzulänglichkeiten geschuldet waren.

## Länderspezifische Regelungen
International herrscht große Meinungsverschiedenheit über die Art der Anwendung und den sicherheitlichen Nutzen des Durchrutschweges. In manchen Ländern wie z. B. den Niederlanden wird auf Durchrutschwege komplett verzichtet. In Ländern, in denen Durchrutschwege freigehalten werden, gibt es große Unterschiede hinsichtlich der Länge und der Art der Sicherung. So kann z. B. die Länge fix sein oder von Kriterien wie der Art des Signals oder des Gefahrpunktes und der zulässigen Geschwindigkeit abhängig sein. Manche Bahnen verschließen alle Weichen im Durchrutschweg, andere nur die spitz befahrenen und einige gar keine. Flankenschutz für den Durchrutschweg ist bei einigen Bahnen üblich, bei anderen hingegen nicht.
| Regeln für Durchrutschwege bei Infrastrukturbetreibern (Stand: 1995) | Regeln für Durchrutschwege bei Infrastrukturbetreibern (Stand: 1995)                                                                              | Regeln für Durchrutschwege bei Infrastrukturbetreibern (Stand: 1995) | Regeln für Durchrutschwege bei Infrastrukturbetreibern (Stand: 1995) | Regeln für Durchrutschwege bei Infrastrukturbetreibern (Stand: 1995) |
| Infrastrukturbetreiber                                               | Länge des Durchrutschwegs | Verschluss des Durchrutschwegs                                       | Flankenschutz für Durchrutschweg                                     | Kommentar |
| -------------------------------------------------------------------- | --- | -------------------------------------------------------------------- | -------------------------------------------------------------------- | --- |
| ÖBB (Österreich)                                                     | 0 m bis 40 km/h 50 m über 40 km/h | Ja                                                                   | Ja                                                                   | |
| Infrabel (Belgien)                                                   | 0 m bis 40 km/h 50 m über 40 km/h 100 m für Signale vor Weichen                                                                                   | Nein                                                                 |                                                                      | |
| SBB (Schweiz)                                                        | 40 m bis 45 km/h 100 m über 45 km/h (bis zu 165 km/h)                                                                                             | Ja                                                                   | Nein                                                                 | abweichende Regelung für Meterspurbahnen |
| DB (Deutschland)                                                     | 0 m bis 30 km/h 50 m bis 40 km/h 100 m bis 60 km/h 200 m über 60 km/h                                                                             | nur spitz befahrene Weichen                                          | Ja                                                                   | angegebene Längen bis 50 m sind Mindestlängen bei Einfahrt in Stumpfgleise mit Stumpfgleis- und Frühhaltanzeiger 40 km/h zulässig einige Bauformen von Relais- und Elektronischen Stellwerken verschließen auch stumpf berutschte Weichen im Durchrutschweg |
| ADIF (Spanien)                                                       | 50 m | Ja                                                                   | Ja                                                                   | |
| SNCF (Frankreich)                                                    | 0 m | Nein                                                                 |                                                                      | 100 m Spielraum an stumpf befahrenen Weichen |
| British Rail (Großbritannien)                                        | 46 m bis 24 km/h darüber inkrementeller geschwindigkeitsabhängiger Anstieg auf bis zu 183 m (über 96 km/h)                                        | Ja                                                                   | Ja                                                                   | spitz befahrene Weichen, an denen ein geeigneter alternativer Wahldurchrutschweg zur Verfügung steht, werden nicht verschlossen |
| FS (Italien)                                                         | 50 m für Ausfahrsignale an Bahnsteigen 100 m für andere Signale                                                                                   |                                                                      |                                                                      | Durchrutschwege werden in der Regel nicht verwendet, wenn die Länge eines Blockabschnitts wesentlich länger als die Zuglänge ist |
| CFL (Luxemburg)                                                      | 0 m bis 60 km/h (für Steigungen und Gefälle bis 2,5 Promille) 50 m bis 60 km/h (für Gefälle mit mehr als 2,5 Promille) 100 bis 200 m über 60 km/h | Ja                                                                   | Ja                                                                   | |
| NSB (Norwegen)                                                       | 0 bis 400 m | Nein                                                                 |                                                                      | kein Durchrutschweg an Blocksignalen |
| NS (Niederlande)                                                     | 0 m | Nein                                                                 |                                                                      | 200 m für Signale vor wichtigen Weichen, beweglichen Brücken u. a. |
| BV (Schweden)                                                        | 200 m wo möglich 100 m zulässig bis 80 km/h | Ja                                                                   | Nein                                                                 | keine Vorgaben zu spitz befahrenen Weichen in der Regel kein Durchrutschweg an Blocksignalen |

### Deutschland
In der Terminologie der Deutschen Bahn wird der Durchrutschweg hinter Einfahr- und Blocksignalen Gefahrpunktabstand (sicherungstechnisch Schutzabschnitt) genannt, weil dieser stets frei gehalten werden muss und nicht für andere Fahrstraßen (insbesondere Rangierfahrstraßen) zur Verfügung steht. Das ist erforderlich, da Fahrten auf der freien Strecke sicherungstechnisch immer und ohne Zustimmung der folgenden Betriebsstelle erfolgen können. Der Durchrutschweg hinter Zwischen- und Ausfahrsignalen hingegen wird erst mit der Fahrstraßeneinstellung für eine Zugfahrt zum jeweiligen Signal reserviert und nach Halt des Zuges vor dem Hauptsignal aufgelöst. Er kann somit von anderen Fahrten beansprucht werden, solange am Zwischen- oder Ausfahrsignal keine Fahrstraße endet.
In Deutschland gelten für an Zwischen- und Ausfahrsignalen endende Fahrstraßen folgende Mindestlängen für Durchrutschwege:
| Zulässige Geschwindigkeit | Erforderlicher Durchrutschweg                             |
| ------------------------- | --------------------------------------------------------- |
| > 60 km/h                 | 200 m                                                     |
| ≤ 60 km/h                 | 100 m                                                     |
| ≤ 40 km/h                 | 50 m (0 m bei Einfahrt in Stumpfgleis mit Gleisabschluss) |
| ≤ 30 km/h                 | 0 m                                                       |

Das Ende des Durchrutschweges liegt dann am nächsten nach der Mindestlänge folgenden markanten Punkt (z. B. das Grenzzeichen einer Weiche). Im Betrieb mit linienförmiger Zugbeeinflussung und ETCS Level 2 gelten abweichende Regelungen (siehe unten).
Es ist möglich, eine Fahrstraße mit verschieden langen Durchrutschwegen (Wahl-Durchrutschweg) zu planen. Je nach verfügbarem Durchrutschweg muss dann ggf. eine niedrigere Geschwindigkeit signalisiert werden. Ist der komplette Durchrutschweg hinter dem Signal nicht frei, oder wenn ein im Durchrutschweg liegender Gleisabschnitt oder eine Weiche nach Einstellen der Fahrstraße anderweitig belegt werden soll, kann der Bediener bei der Fahrstraßeneinstellung einen kürzeren oder abweichenden Durchrutschweg wählen, sofern diese eingerichtet sind. Die Durchrutschwege von zwei gleichzeitig erforderlichen Fahrten dürfen sich berühren. Es wird nicht angenommen, dass zwei Züge gleichzeitig durchrutschen. In Durchrutschwegen liegende Weichen werden in der Regel nur dann verschlossen, wenn sie spitz berutscht werden. Auf den Verschluss von stumpf berutschten Weichen mit auffahrbaren Antrieben wird verzichtet, sie sollen jedoch nach Möglichkeit trotzdem vor der Zulassung einer Fahrt in die entsprechende Stellung gebracht werden (Regelstellungsweichen). Wegen des erforderlichen Aufwandes wird in mechanischen Stellwerken auch das Riegeln einer Regelstellungsweiche in der falschen Lage nicht verhindert, obwohl das Auffahren einer geriegelten Weiche zu massiven Schäden führt.
Einfahr- und Blocksignale müssen in einem ausreichenden Abstand vom maßgebenden Gefahrpunkt entfernt sein. Als maßgebender Gefahrpunkt kommen z. B. die Spitze einer Weiche oder der Schluss eines in den Bahnhof eingefahrenen Zuges in Frage. Der Gefahrpunktabstand beträgt in der Regel 200 m, eine Verkürzung auf 100 m ist zulässig, wenn der Gefahrpunkt eine spitz befahrene Weiche ist, die Geschwindigkeit 100 km/h nicht übersteigt und die Neigung in diesem Bereich nicht größer als 0 ‰ ist. Zu beachten ist, dass dann 200 m hinter einem Einfahrsignal auf keinem der beiden Gleise ein anderer Gefahrpunkt folgen darf. Bei Blocksignalen (außer bei solchen an Abzweig- oder Überleitstellen) folgt in der Regel kein Gefahrpunkt. In diesem Fall darf der vor dem Signal endende Blockabschnitt für den nächsten Zug freigegeben werden, wenn das Streckengleis bis 50 Meter nach dem Blocksignal geräumt ist.
Bei Ermittlung des maßgebenden Gefahrpunktabstandes oder Durchrutschweges ist auch die maßgebende Längsneigung mit dem stärkeren der beiden folgenden Werte zu berücksichtigen:
- der Durchschnittsneigung auf einer Länge von 2 km vor dem betrachteten Hauptsignal.
- der Durchschnittsneigung vom Beginn des Bremswegabstandes bis zum betrachteten Hauptsignal.

Ergibt die maßgebende Neigung ein Gefälle, ist der Gefahrpunktabstand um 10 % je Promille Gefälle anzuheben, höchstens jedoch auf 300 m. Bei maßgebenden Steigungen ist eine Verkürzung um 5 % je Promille maßgebender Steigung möglich; der Gefahrpunktabstand darf dabei 100 m (auf elektrifizierten Strecken) bzw. sonst 50 m nicht unterschreiten. Diese Grundsätze traten 1957 in Kraft.
Die Verwendung des Adjektives stärkere in der zugehörigen aktuellen Bahn-Richtlinie darf allerdings nicht missverstanden werden: Diese Formulierung ist unmissverständlich bei Gefälle, so dass eine Berücksichtigung des stärkeren und damit vom Zahlenwert her größeren Gefälles zur sicheren Seite hin durch entsprechende Verlängerung notwendiger Gefahrpunktabstände bzw. Durchrutschwege ausgelegt wird (Verwendung von z. B. − 2,5 Promille anstatt − 1,0 Promille).
Besteht aber eine Steigung, würde eine Berücksichtigung der stärkeren und damit vom Zahlenwert her größeren Steigung zu einer nicht den örtlichen Verhältnissen entsprechenden Verkürzung notwendiger Gefahrpunktabstände bzw. Durchrutschwege führen. Anzusetzen ist hier die geringere Steigung, die zu einem längeren Gefahrpunktabstand bzw. Durchrutschweg führt (Verwendung von z. B. + 1,0 Promille anstatt + 2,5 Promille).
Das Adjektiv stärker ist also als sich stärker auf die Länge auswirkend und damit zur größeren Länge führend zu verstehen.
Zusammenfassend ist demnach in einem Gefälle der von der Zahl her größere der beiden ermittelten Werte zu berücksichtigen, bei einer Steigung darf nur der kleinere Wert angerechnet werden.
Der Begriff „Durchrutschweg“ findet sich bereits in den „vorläufigen Grundsätzen für den Flankenschutz der Fahrwege auf Hauptbahnen“ der Deutschen Reichsbahn vom 31. März 1930. Je nach örtlichen Verhältnissen, beispielsweise Neigung und Bremsweg und örtlich zulässiger Geschwindigkeit, sollten Werte von 100 bis 200 m erreicht und 300 m im Allgemeinen nicht überschritten werden. Unter „besonderen Verhältnissen“ konnte die Länge, „wenn der Betrieb es erfordert“ auf unter 100 m abgesenkt werden. Ende 1955 wurde bei der Deutschen Bundesbahn „zur Leistungssteigerung der Bahnhöfe“ allgemein die Möglichkeit zugelassen, mit bis zu 40 km/h in Überholgleise einzufahren, deren Ausfahr- bzw. Zwischensignal nur 50 m vom Gefahrpunkt entfernt war.
In Gleisbildstellwerken werden Durchrutschwege in der Regel zeitgesteuert aufgelöst. Mit Besetzung des Abschnitts beginnt eine Verzögerungszeit, die je nach Zielgleislänge und anzusetzender Geschwindigkeit zwischen 32 Sekunden (300 m) und 78 Sekunden (800 m) beträgt. In Gleisbildstellwerken der Deutschen Reichsbahn werden Verzögerungszeiten zwischen 60 und 120 Sekunden angewendet, die zudem erst mit dem Verlassen der letzten Fahrwegweiche beginnen. Das Einstellen einer weiterführenden Fahrstraße, die sich mit dem noch nicht aufgelösten Durchrutschweg deckt, wird durch diesen nicht verhindert. Wichtig war das insbesondere, als Züge mit einem Verkehrshalt keine Durchfahrt signalisiert bekommen durften.
In einer Durchrutschwegtabelle werden alle Angaben zum Durchrutschweg zusammengefasst.
Für die S-Bahnen Berlin und Hamburg gelten besondere Regelungen. So wird hinter Hauptsignalen (ausgenommen Bahnsteigsignale) eine Schutzstrecke freigehalten. Diese ist im Gegensatz zum Durchrutschweg genau auf den Zwangsbremsweg der Züge abgestimmt. Hinter Bahnsteigsignalen dagegen wird weiterhin der Begriff des Durchrutschweges verwendet, welcher zur Ermöglichung einer dichten Zugfolge unter bestimmten Bedingungen auf bis zu 2 Meter Länge verkürzt werden darf. Dem liegt die Überlegung zugrunde, dass ein einfahrender Zug wegen des Verkehrshalts sowieso bremst und die Gefahr des Durchrutschens hierdurch wesentlich geringer ist bzw. dieses nur über eine kurze Strecke erfolgen würde. Problematisch wird diese Regelung bei durchfahrenden Zügen, da diese nicht wegen eines Verkehrshaltes bremsen. Dementsprechend ist die Durchfahrgeschwindigkeit auf den betroffenen Strecken begrenzt (S-Bahn Berlin: 50 km/h, S-Bahn Hamburg: 40 km/h), bei der S-Bahn Hamburg sind Durchfahrten auf Bahnhöfen mit wenigen Ausnahmen generell verboten.

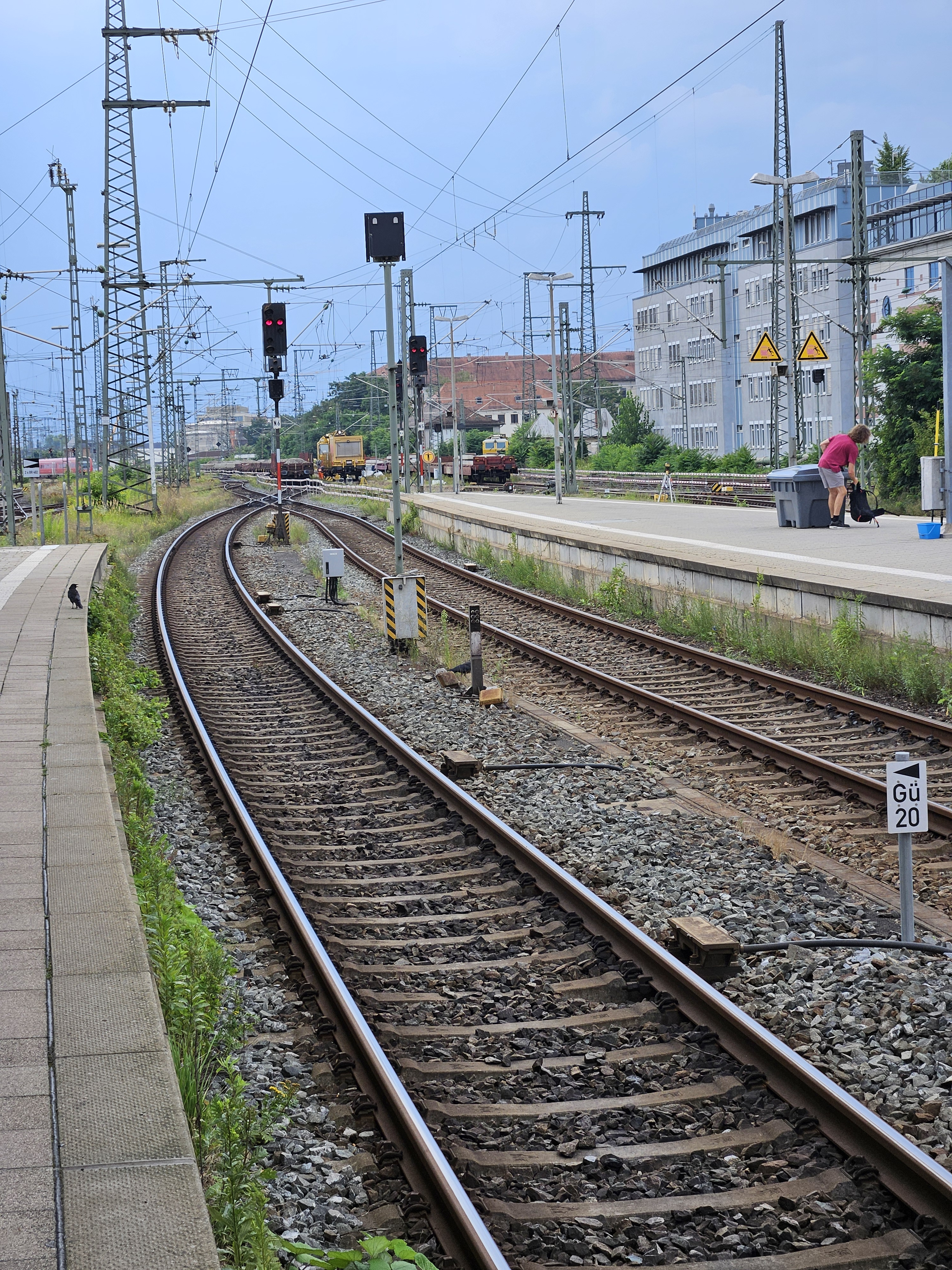
Vor einem Ausfahrsignal in Nürnberg Hauptbahnhof ist ein auf 20 km/h überwachender Geschwindigkeitsprüfabschnitt angeordnet. Da hinter dem Ausfahrsignal (N6) nur ein kurzer Durchrutschweg von etwa 25 m (bis zum Grenzzeichen der Weiche) zur Verfügung steht, werden schnelle Annäherungen an das Signal unterbunden.

Auf der 1972 in Betrieb genommenen Stammstrecke der S-Bahn München wurden, um eine möglichst große Leistungsfähigkeit zu erreichen, Deckungssignale mit bis zu 52 m kurzen Durchrutschwegen vor dem Bahnsteiganfang angeordnet, wobei bis zu zwei Geschwindigkeitsprüfabschnitte (GPA) vor dem Signal angeordnet wurden. Auf die Einrichtung noch kürzerer Durchrutschwege, die noch mehr GPA erfordert hätten, wurden aus Gründen der Systemverfügbarkeit verzichtet. Bei Ausfahrsignalen wurden in der Regel 10 m als ausreichend erachtet, da ein Durchrutschen mit dem Eintritt zweier „unwahrscheinlicher Ereignisse“ – ein Zusammenstoß unmittelbar hinter dem Signal zum Stehen gekommenen Zug – „nicht gerechnet werden muss[te]“. Derartige Regelungen kamen auch auf der 1976 eröffneten Stammstrecke der S-Bahn Stuttgart zum Einsatz.
Während Relaisstellwerke überlappende Durchrutschwege in Bahnhöfen zulassen, ist dies bei Elektronischen Stellwerken nicht mehr der Fall. Damit kommt es per se zu Kapazitätseinschränkungen.

### Österreich
In Österreich werden sämtliche Schutzabschnitte hinter Hauptsignalen als Schutzweg bezeichnet; sie beginnen am zugehörigen Hauptsignal und enden im Regelfall vor dem nächstmöglichen Gefahrpunkt wie zum Beispiel einer Weiche. Diese Schutzwege sind daher sicherungstechnisch mit den deutschen Gefahrpunktabständen vergleichbar, kommen aber auch bei Ausfahrsignalen zur Anwendung. Hierdurch unterscheidet sich die österreichische Sicherungsphilosophie inzwischen von der bundesdeutschen, obwohl beide auf die gleichen Ursprünge zurückzuführen sind.
In Österreich wurde aus Kapazitätsgründen weitgehend auf Schutzwege verzichtet. Die Mindestlänge von Schutzwegen bei den ÖBB wurde in den 1980er Jahren auf 50 Meter verkürzt. Laut Signalvorschrift S60 sind in Österreich 50 m lange Schutzwege vorzusehen (Stand: 2020).

### Schweiz
In der Schweiz wird bei der Länge der Durchrutschwege grundsätzlich in Normalspur und Meterspur/Spezialspur unterschieden. Die Festlegung der Durchrutschweglänge erfolgt anhand einer Treppenkurve in Schritten von 10 km/h in Abhängigkeit von der Einfahrgeschwindigkeit; bei Meterspur/Spezialspur wird ferner unterschieden, ob die Züge Magnetschienenbremse haben oder nicht.
Im Vergleich zu Deutschland sind die Durchrutschwege in der Schweiz nicht nur kürzer, sondern variieren je nach Einfahrgeschwindigkeit auch deutlich mehr. Dies ist bei engen Platzverhältnissen vorteilhaft, kann aber bei einer gewünschten Erhöhung der Einfahrgeschwindigkeit zu größeren Umbaumaßnahmen führen.

### Tschechien
Auf dem Gebiet der SŽDC existieren keine Durchrutschwege. Die starren Blockabschnittsgrenzen befinden sich bereits kurz hinter einem Signal. Entsprechend kann sich auch schon kurz hinter einem solchen Signal wieder ein Fahrzeug befinden.

### Angelsächsischer Raum
Im angelsächsischen Raum werden Schutzstrecken als Overlap bezeichnet; der Begriff beschreibt die Überlappung der Schutzstrecke des rückliegenden Hauptsignals und des ersten Teils des nachfolgenden Blockabschnitts.

## Systemspezifische Regelungen

### ETCS
Im European Train Control System (ETCS) kann ein als Overlap bezeichneter Durchrutschweg definiert werden. Er beginnt am Ende der Fahrterlaubnis (End of Authority, Abk. EOA, Zielgeschwindigkeit 0 km/h, Ende der Betriebsbremskurve) und endet am Gefahrpunkt (Supervised Location, Abk. SvL), dem Ende der Zwangsbremskurve. Auch wenn kein Durchrutschweg existiert, kann der Gefahrpunkt unter Umständen hinter dem Ende der Fahrterlaubnis (EOA) liegen. In den ETCS-Spezifikationen ist explizit vermerkt, dass der Durchrutschweg (Overlap) die Effizienz der ETCS-Bremskurvenüberwachung unterstützen kann. Wird kein Durchrutschweg projektiert, enden ETCS-Betriebs- und -Zwangsbremskurven an einem gemeinsamen Punkt. Die Annäherung an diesen Punkt erfolgt in diesen Fällen mit sehr niedriger Geschwindigkeit. In der Regel kann die zugehörige Balisengruppe nicht erreicht und damit bei ETCS Level 1 (ohne Euroloops und Radio-Infill) keine neue Fahrterlaubnis aufgenommen werden.
Im Vergleich zum signalgeführten Betrieb können mit ETCS Level 2 deutlich kürzere Durchrutschwege ohne Begrenzung der Einfahrgeschwindigkeit genutzt werden, da die Bremsung auf das Zielsignal kontinuierlich sicher überwacht wird. Damit können in großen Bahnhöfen Fahrtausschlüsse vermieden, auf eingleisigen Strecken gleichzeitige Einfahrten in Kreuzungsbahnhöfe erleichtert sowie Mindestzugfolgezeiten verkürzt werden. Im ETCS-Betrieb werden Durchrutschwege von 50 oder mehr Metern Länge empfohlen, um eine langsame Annäherung an den Zielpunkt zu vermeiden. In Deutschland soll der Durchrutschweg an Blockkennzeichen wenigstens 70 m betragen. Geringere Abstände sind zulässig, soweit eventuelle betriebliche Einschränkungen akzeptiert werden. Neigungszu- und Abschläge sind nicht notwendig. Gefahrpunktabstände sind im Allgemeinen nicht notwendig. In Deutschland melden Elektronische Stellwerke den Durchrutschweg an die ETCS-Zentrale entweder metergenau oder in Intervallen (kleiner 50 m, größer gleich 50 und kleiner 200 m, größer/gleich 200 m, unbekannt). Wird die Übertragung in Intervallen verwendet, muss die ETCS-Zentrale die Länge aus Weichenlagen und Signalstellungen ermitteln. Sind im entsprechenden Intervall mehrere mögliche Durchrutschwege vorhanden, ist der kürzeste zu verwenden.
Bereits ein kurzer Durchrutschweg führt dazu, dass im Bereich des Endes der Fahrterlaubnis (EOA) eine Weiterfahrt mit geringer Geschwindigkeit, der so genannten Fahrterlaubnis-Aufnahmegeschwindigkeit (Englisch Release Speed) zugelassen werden kann. Unterhalb dieser Geschwindigkeit läuft somit keine Bremskurve ab, die einen Zug am Weiterfahren hindern könnte.
Sie kann im Rahmen jeder Fahrterlaubnis (Movement Authority, MA) entweder direkt an das Fahrzeuggerät übermittelt, vom Fahrzeuggerät nach streckenseitiger Anweisung kalkuliert oder als Nationaler Wert (standardmäßig 40 km/h) nach streckenseitiger Anweisung übernommen werden. (Bei DB Netz liegt der Nationale Wert für ETCS signalgeführt bei 25 km/h, bei ETCS Level 2 40 km/h.) Wird die entsprechende Balisengruppe ohne Erlaubnis überfahren oder überschreitet die Zugspitze die EOA, erfolgt eine Zwangsbremsung, die den Zug vor dem Gefahrpunkt (SvL) zum Stehen bringen kann.

Darstellung der Annäherung an ein Signal mit 15 km/h Release Speed im DMI
190 m vor dem Ende der Zielgeschwindigkeitsüberwachung (TSM) und der Sollkurve bei 48 km/h wird die Release Speed (15 km/h) noch nicht in Anspruch genommen…
… ebenso 50 m vor dem Ende der TSM (Sollkurve bei 30 km/h).
20 m vor dem Ende der TSM hat die durch Sollbremskurve überwachte Geschwindigkeit (8 km/h) die Release Speed unterschritten. Durch die Release Speed von 15 km/h wird die Annäherung mit 12 km/h toliert.
Nach Ablauf des TSM, auf dem letzten Metern vor dem Signal, erfolgt die langsame Annäherung an das Signal mittels Release Speed (mit 9 km/h, bei zulässigen 15 km/h).

Es können verschiedene Release Speeds für den ETCS-Gefahrpunkt (Danger Point) und den Durchrutschweg (overlap) definiert werden. In Deutschland werden Release Speeds im Betrieb mit ETCS Level 2 auf Güterzüge mit 66 Bremshundertsteln bemessen. Beispielsweise beträgt er bei einem Durchrutschweg von 55 Metern 15 km/h. Eine Anpassung für Bereiche, in denen nur bestimmte (Personen-)Züge verkehren, wird erwogen. In Österreich beträgt die Release Speed, unabhängig vom Durchrutschweg, im Richtungsbetrieb 20 km/h. Im Betrieb mit ETCS Level 1 Limited Supervision wird in Deutschland ein Release Speed von 25 km/h zugelassen. Bei Einfahrten in teilbesetzte Bahnhofsgleise sowie Stumpfgleise wird ein Release Speed von 5 km/h projektiert.
Kann kein Release Speed zugelassen werden, wird aufgrund von Sicherheitszuschlägen der ETCS-Odometrie das Zielsignal unerreichbar. Dies führt u. a. zu reduzierter Leistungsfähigkeit und verminderten Gleisnutzlängen. Kein Release Speed kann beispielsweise an Signalen ohne Durchrutschweg projektiert sein. Ein weiteres Beispiel sind ETCS-Ausstiege an Hauptsignalen mit Vorsignalfunktion, an denen eine 1000-Hz-Beeinflussung vom Zug u. U. nicht zuverlässig aufgenommen wird, da der Levelwechsel erst bei Fahrtstellung des Ausstiegssignals kommandiert wird, der Zug sich unter Nutzung der Release Speed jedoch in diesem Moment u. U. bereits geringfügig hinter dem Ausstiegssignal bzw. PZB-Magnet befindet.
Starre Zusammenhänge zwischen zulässiger Geschwindigkeit und Durchrutschweg – z. B. 40 km/h bei 50 Metern in Deutschland – treten im Betrieb mit ETCS Level 2 in den Hintergrund. Die sich aus dem Spurplan (z. B. Weichen) ergebenden zulässigen Geschwindigkeiten sind in der ETCS-Zentrale (RBC) hinterlegt (projektiert). Anhand der vom Stellwerk übermittelten Element- bzw. Fahrstraßeninformationen generiert das RBC eine ETCS-Fahrterlaubnis, in der u. a. die seitens der Infrastruktur zulässigen Geschwindigkeiten sowie der Durchrutschweg (Overlap) enthalten sind. Die zulässige Geschwindigkeit wird dabei nicht mehr nach starren Regeln an ortsfesten Lichtsignalen angezeigt, sondern vom ETCS-Fahrzeuggerät anhand von ETCS-Bremskurven berechnet. Das Fahrzeuggerät stellt dabei sicher, dass ein Zug vor dem Gefahrpunkt zum Halt gebracht werden kann. Ortsfeste Lichtsignale werden dabei in Deutschland, soweit vorhanden, in der Regel dunkelgeschaltet, um Widersprüche zur Führerraumanzeige von ETCS zu vermeiden. Damit ist es insbesondere mit gut bremsenden Zügen möglich, auch bei vergleichsweise kurzen Durchrutschwegen schnell einzufahren.
In Deutschland werden im Betrieb mit ETCS Level 2 maximal 70 Meter lange Durchrutschwege in Anspruch genommen. (Damit wird bei einer Fahrt auf Halt ein Bremskurvensprung vermieden, wenn die Fahrterlaubnis mit einer niedrigen zulässigen Geschwindigkeit verlängert wird, wodurch die Bremskurve restriktiver sein kann als bei der vorigen Fahrt auf Halt.) Längere Durchrutschwege werden über ETCS nicht übermittelt, selbst wenn sie durch das Stellwerk eingestellt sind.
Durch die in Deutschland mit ETCS Level 2 ohne Signale mögliche Verminderung von Gefahrpunktabständen können Leistungssteigerungen erzielt werden. Beispielsweise können zusätzliche Parallelfahrten in Bahnhöfen ermöglicht und zusätzliche leistungssteigernd wirkende Blockkennzeichen, die in projektierten Durchrutschwegen in Deutschland nicht aufgestellt werden dürfen, geplant werden. Daneben werden Spielräume in der Spurplangestaltung geschaffen, indem beispielsweise Signale näher an Weichen platziert werden können. Der konkrete Effekt auf die Leistungsfähigkeit hängt stark von der Örtlichkeit ab.
Durch die Beendigung der Bremskurvenüberwachung bei Erreichen der Fahrterlaubnis-Aufnahmegeschwindigkeit werden auch Ungenauigkeiten in der Odometrie des Fahrzeugs ausgeglichen. In der Vollüberwachung (FS) wird – ohne Rücksicht auf den Release Speed – eine Zwangsbremsung ausgelöst, wenn die minimale sichere Zugspitze (min safe front end) das Ende der Fahrterlaubnis erreicht hat. Da diese der tatsächlichen Position der Zugspitze in der Regel nachläuft, wird eine Zwangsbremsung erst hinter dem Signal ausgelöst. Der bei ETCS zulässige Odometriefehler beträgt dabei 5 Meter zuzüglich ±5 Prozent des seit dem letzten verketteten Datenpunkt (eine oder mehrere Eurobalisen) zurückgelegten Weges, oder besser. Dazu ist noch die Verlegetoleranz des zu Grunde gelegten Datenpunkts zu addieren.
An Stelle der zeitabhängigen Auflösung kann mit ETCS der Durchrutschweg auch mit Zustimmung des RBC aufgelöst werden, wenn der Zug zum Stehen gekommen ist. Dies wird auch als kooperative D-Weg-Auflösung bezeichnet.

### LZB auf deutschen Eisenbahnen nach EBO
Bei deutschen Strecken mit Linienzugbeeinflussung (LZB) ohne CIR-ELKE-Systemsoftware darf der Durchrutschweg nicht kürzer als 200 m sein, da diese LZB-Version die Einhaltung der LZB-Bremstafel ansonsten nicht gewährleisten könnte. Mit CIR-ELKE-Systemsoftware liegt der Durchrutschweg, unabhängig von der Einfahrgeschwindigkeit, bei einheitlich 50 m. Erstmals kam diese Regelung auf der CIR-ELKE-Pilotstrecke Offenburg–Basel zum Einsatz. Die Verkürzung wird durch die kontinuierliche Geschwindigkeitsüberwachung ermöglicht. Durch die Einführung von CIR-ELKE wurden die Standorte von Ausfahrsignalen überprüft und optimiert.
Bei der damit ausgerüsteten Stammstrecke der S-Bahn München ist, mit S-Bahn-spezifischen Bremskurven, zwischen LZB-Sollhaltepunkt und Gefahrpunkt (Ende des Durchrutschwegs bzw. Gefahrpunktabstands) ein Abstand von 55 m einzuhalten; der Durchrutschweg bzw. Gefahrpunktabstand selbst beträgt wie an Blocksignalen 50 m.
Ende der 1970 lagen die im LZB-Betrieb vorgesehenen Durchrutschwege bei 25 m.

### U-Bahnen
Im U-Bahnbetrieb wird als Durchrutschweg üblicherweise ein (kurzer) Blockabschnitt gewählt.